# Fredrick D. Huebner
Pour les articles homonymes, voir Hübner.
Fredrick D. Huebner, parfois orthographié Frederick D. Huebner, est un écrivain américain, auteur de roman policier.

## Biographie
Fredrick D. Huebner est avocat à Seattle. En 1986, il publie son premier roman La Cité des pluies de sang (The Joshua Sequence), premier volume d’une série de cinq romans consacrés aux enquêtes de Matthew Riordan, le dirigeant d'un cabinet d’avocats à Seattle. 

## Œuvre

### Romans

#### SérieMatthew Riordan
- The Joshua Sequence (1986)
  - La Cité des pluies de sang, Série noire no 2116 (1987)
- The Black Rose (1987)
- Judgement By Fire (1988)
- Picture Postcard (1990)
- Methods of Execution (1994)

#### Autre roman
- Shades of Justice (2001)

## Sources
- Claude Mesplède, Les Années Série noire vol.5 (1982-1995), Encrage « Travaux » no 36, 2000